# Lion du château de Gripsholm

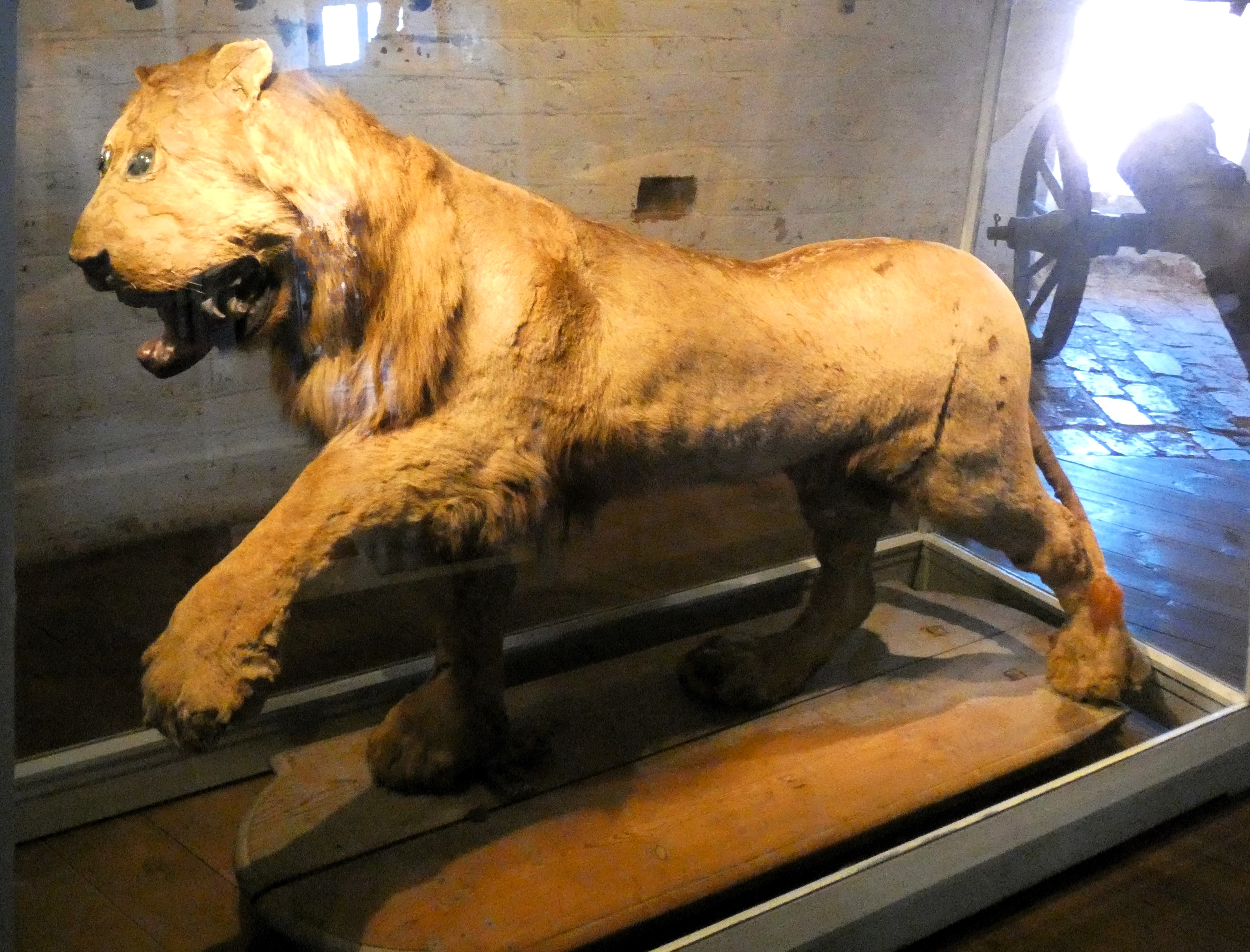
Le Lion du château de Gripsholm.

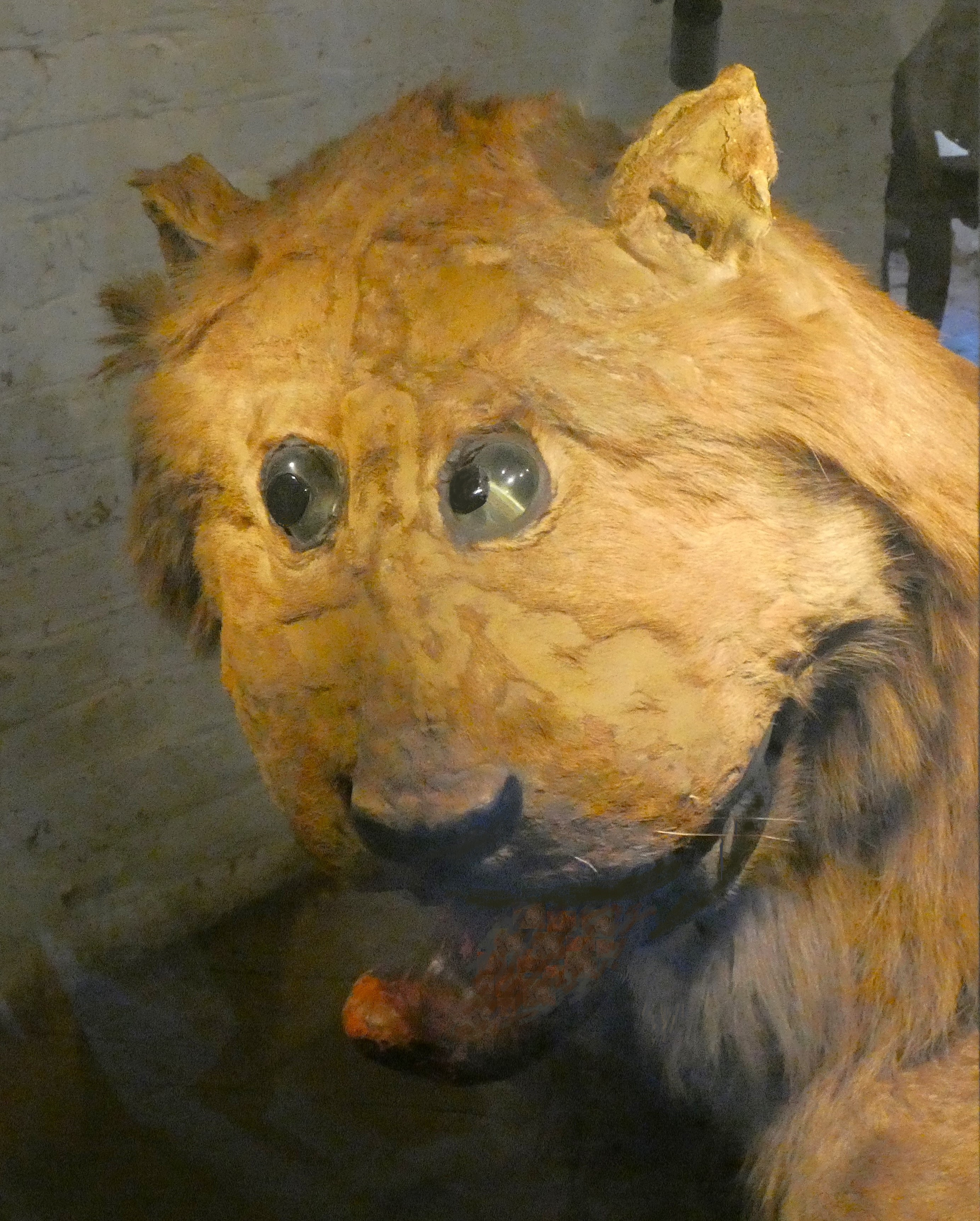
Gros plan sur la face déformée du lion.

Le lion du château de Gripsholm est un exemple remarquable de taxidermie mal réalisée, dont on considère qu'il présente une face comiquement déformée. Il est exposé au château de Gripsholm, en Suède.
En 1731, le dey d'Alger, Baba Abdi, offrit au roi Frédéric Ier de Suède un lion, l'un des premiers de Scandinavie. Il fut gardé dans une cage près de Junibacken (en). À sa mort, il fut empaillé. La forme peu léonine de l'animal tel que l'on peut le voir à présent pourrait être due au fait que le taxidermiste n'avait peut-être jamais vu de lion vivant, ou qu'il avait plutôt les chiens pour spécialité, à moins qu'il n'ait pris pour modèle un lion héraldique passant en se concentrant sur le profil.
Ce lion mal empaillé a fait l'objet de moqueries pendant des décennies,.